# Старзл, Томас
Томас Эрл Старзл (англ. Thomas Earl Starzl; 11 марта, 1926, Ле-Марс, Айова, США — 4 марта 2017, Питтсбург, Пенсильвания, США) — американский хирург-трансплантолог, учёный, основоположник современной трансплантации. Выполнил первую трансплантацию печени у человека, разрабатывал методики иммуносупрессивной терапии, методику мультиорганного изъятия донорских органов. Известен как «отец современной трансплантации».

## Биография
Родился в семье редактора газеты и писателя-фантаста Романа Фредерика Старзла. В детстве мечтал стать священником, но после смерти матери от рака молочной железы решил стать врачом. Окончил Вестминстерский колледж, Миссури с присуждением степени бакалавра биологии. Затем окончил Северо-Западный университет в Чикаго, где в 1950 получил степень магистра естественных наук (Master of Science) по анатомии, а в 1952 степени Ph.D. по нейрофизиологии.
Занимался вопросами экспериментальной и клинической трансплантологии в Колорадского университета, а с 1962 по 1981 год — в Питтсбургского университета.
Выступил автором или соавтором более чем 2 130 научных работ, 4 монографий, 292 глав в научных сборников, став одним из наиболее продуктивных учёных в мире. Один из наиболее цитируемых учёных в области клинической медицины.

## Основные достижения
- Первая трансплантация печени человеку в 1963, первая успешная трансплантация печени человеку в 1967[5];
- Разработка клинического применения циклоспорина в 1982, такролимуса в 1991;
- Разработка технических приемов в изъятии, консервации и трансплантации донорских органов;
- Разработка принципов генной терапии врожденных метаболических заболеваний;
- Изучение влияния иммуносупрессивной терапии на возникновение послеоперационных осложнений;
- Первая симультанная пересадка печени и сердца 6-летней девочке[6];
- Идея о генетическом химеризме для иммунотолерантности.

## Награды и звания

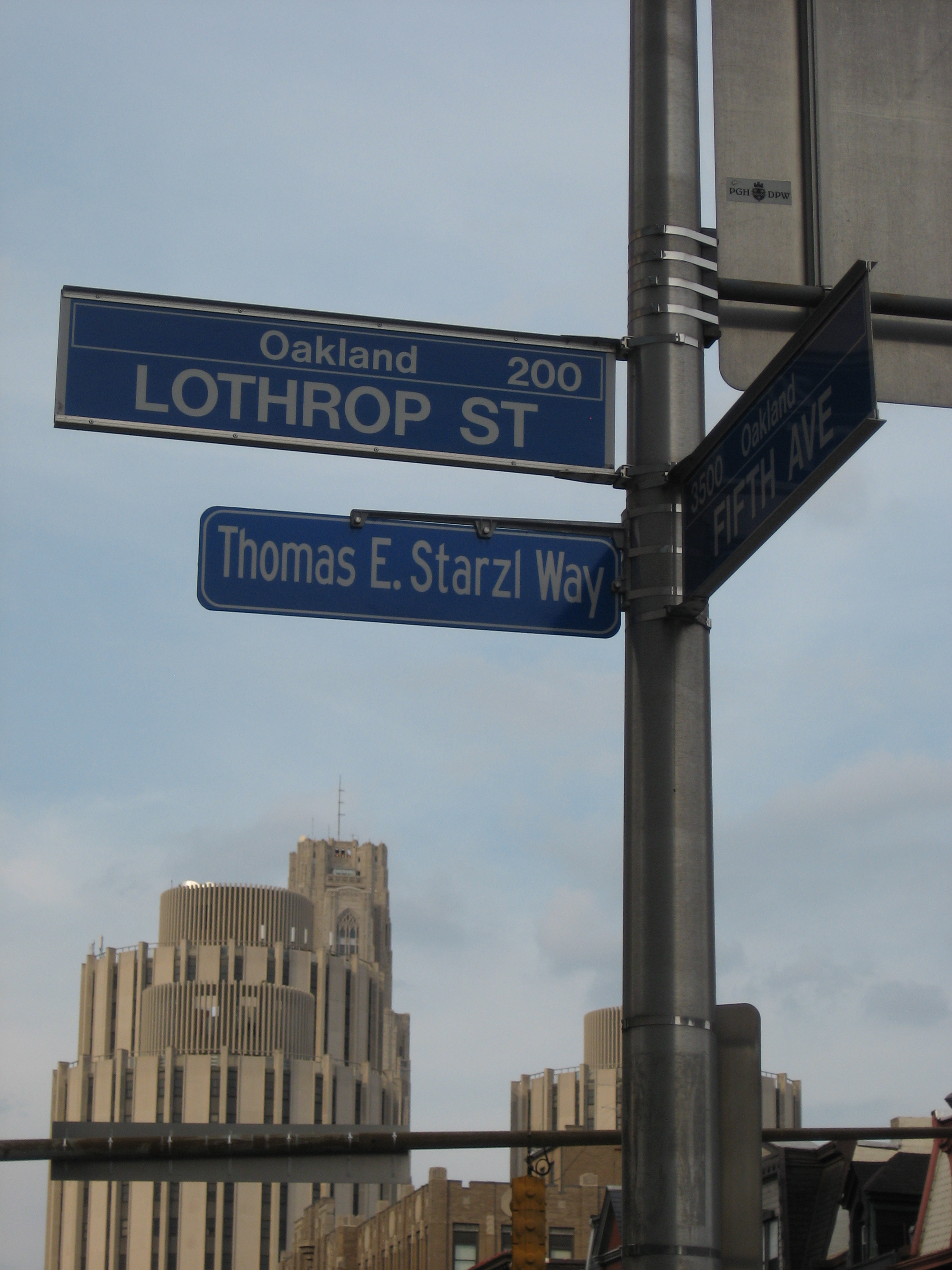
Улица Томаса Старзла в кампусе Университета Питтсбурга

- Премия Ласкера-Дебейки по клиническим медицинским исследованиям (2012)
- Gustav O. Lienhard Award (2009, National Institute of Medicine)[7]
- Национальная научная медаль США (2004)
- Physician of the Year Award for Lifetime Achievement (2009)[8]
- Медаль Джона Скотта (2004)[9]
- David M. Hume Memorial Award (National Kidney Foundation)
- Brookdale Award in Medicine (American Medical Association)
- Bigelow Medal (Boston Surgical Society)
- City of Medicine Award
- Distinguished Service Award (1991, American Liver Foundation)
- Награда Уильяма Бомонта (1991, Американская гастроэнтерологическая ассоциация)
- Peter Medawar Prize (The Transplant Society)
- Jacobson Innovation Award (American College of Surgeons)
- Lannelongue International Medal (1998, Academie Nationale De Chirurgie)
- Международная премия короля Фейсала (2001)

## Личная жизнь
Женился на Барбаре Джун Бразерс, в семье родились трое детей — Тимоти, Ребекка и Томас. Через 22 года семейной жизни в 1980 году брак распался. Через год ученый женился на своей коллеге Джой Конгер. В последние годы жил один.